# Самурський ліс
Самурський ліс (лезгин. Самурдин там) — масив реліктових помірно-субтропічних ліанових лісів в Росії, розташований у Магарамкентському районі Дагестану приблизно за 200 км на південний схід від Махачкали і в Хачмазькому районі Азербайджану. Назва пов'язана з його розташуванням у дельті річки Самур.

## Географія
Територію лісу ділять між собою Росія та північна частина Азербайджану. У Росії Самурський ліс знаходиться на південному сході Дагестану і входить в Самурський державний природний заказник площею 11200 га, в якому розташовано 7 населених пунктів сільського типу і 3 прикордонні застави. В Азербайджані територія лісу входить в Національний парк Самур-Ялама площею 11772,45 га, в якому також розташовано не менше 9-10 населених пунктів. Зі східної боку омивається Каспійським морем.

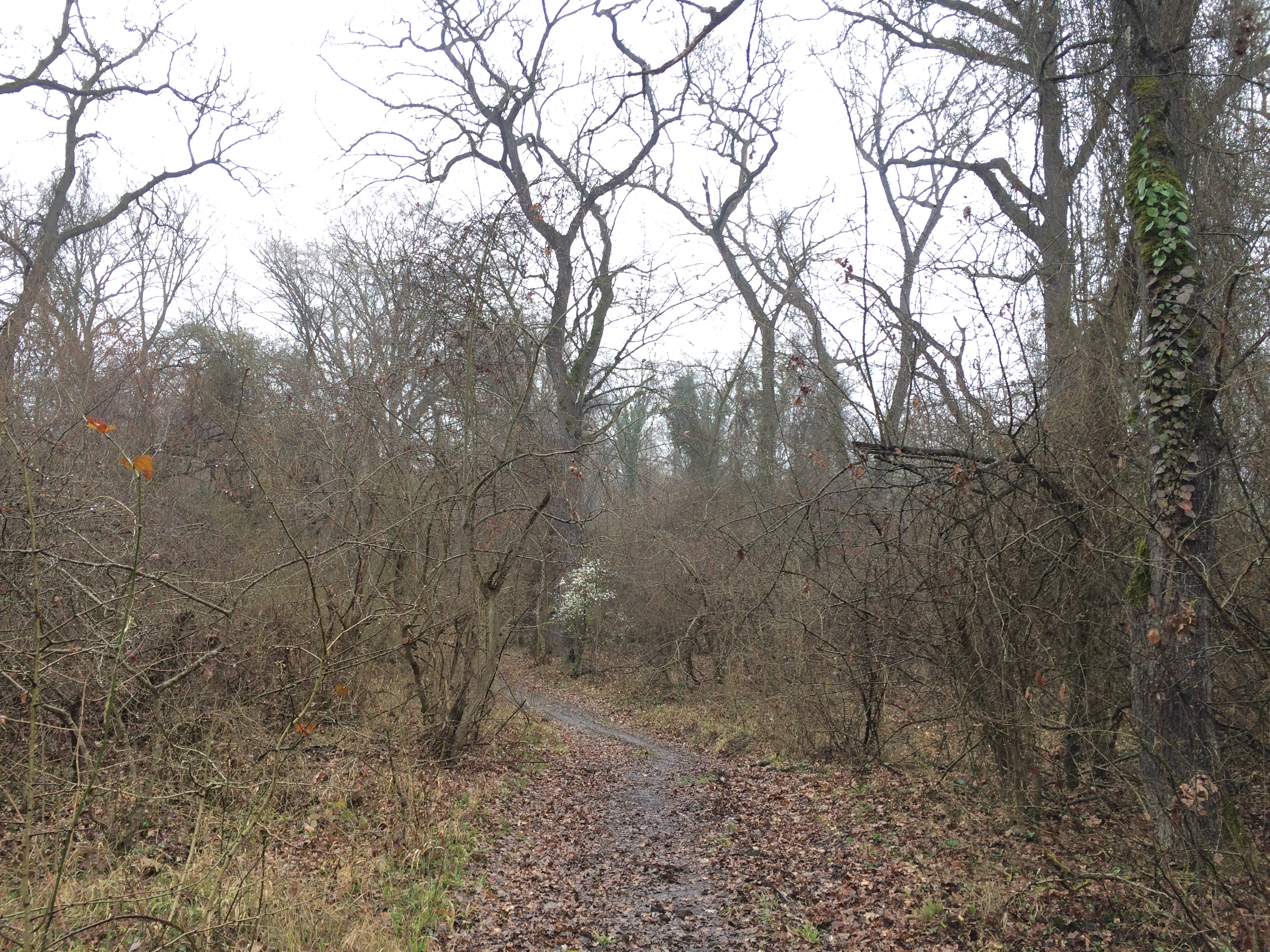
Самурський ліс у с. Самур
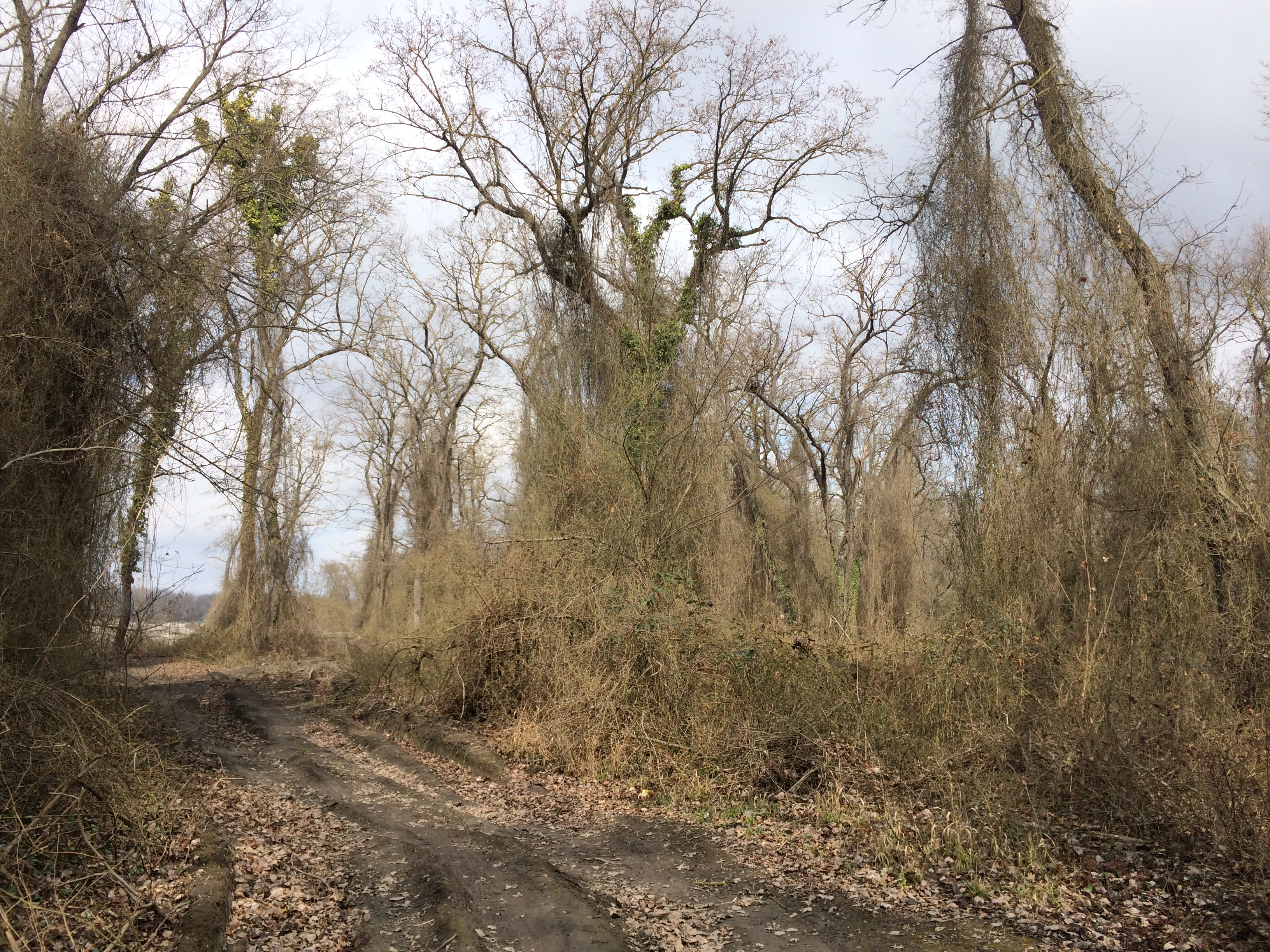
Ліанові зарості

## Природа
Самурський ліс є помірно-субтропічним ліановим лісом, одним з останніх реліктових лісів гирканського типу. В ньому ростуть тисячі видів рослин, деякі з яких занесені Червоної книги РФ. Хребетних тварин налічується приблизно 450 видів, безхребетних — десятки тисяч. Зареєстровано 51 рідкісний і зникаючий вид птахів.

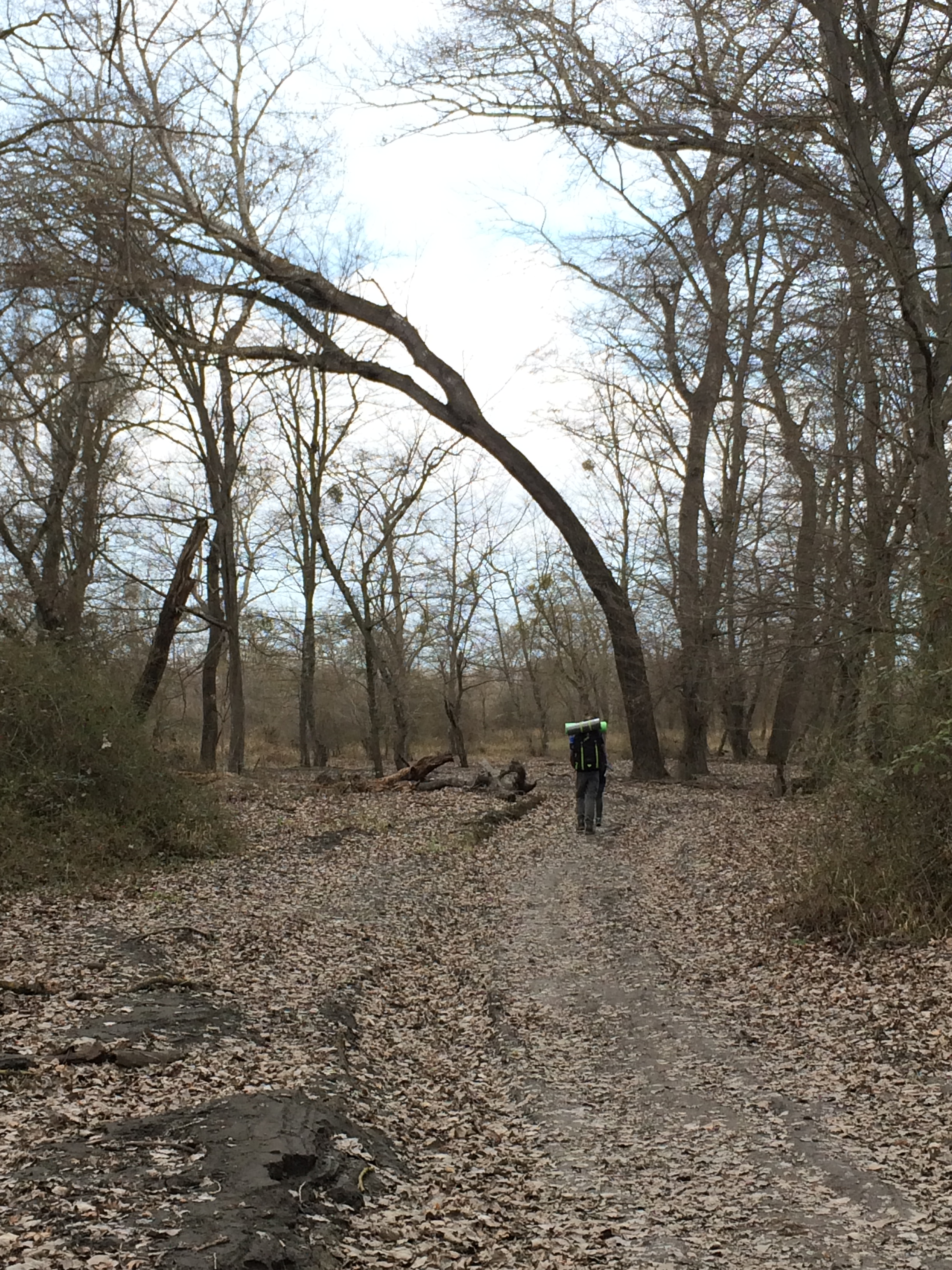
В Самурському лісі
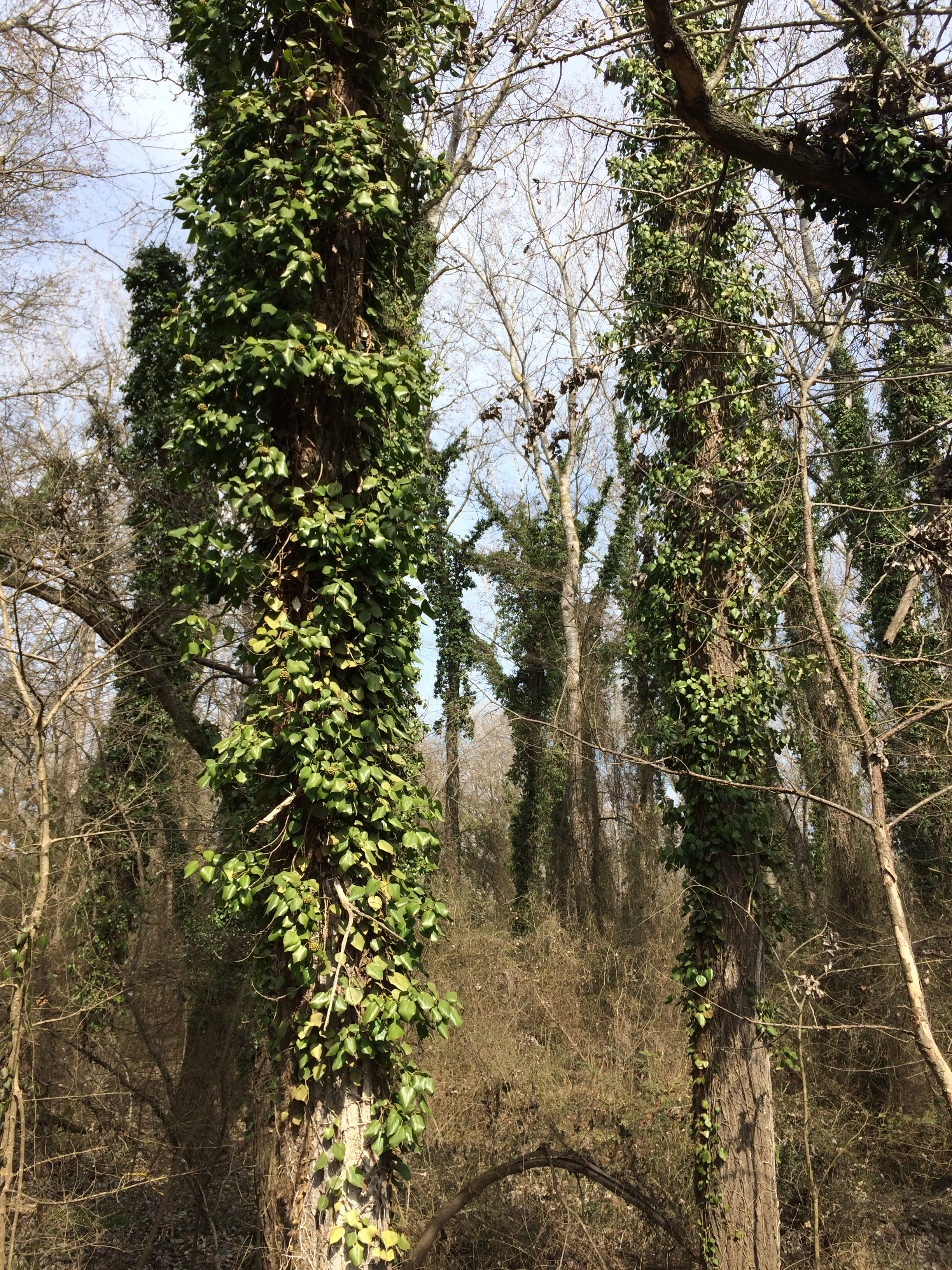
Самурський ліс